# Xã Tyrone, Quận Kent, Michigan
Xã Tyrone (tiếng Anh: Tyrone Township) là một xã thuộc quận Kent, tiểu bang Michigan, Hoa Kỳ. Năm 2010, dân số của xã này là 4.731 người.